# Aleyrac
Ne doit pas être confondu avec Alleyrac.
Aleyrac est une commune française située dans le département de la Drôme, en région Auvergne-Rhône-Alpes.

## Géographie

### Localisation
Aleyrac est située à 7 km de La Bégude-de-Mazenc et à 12 km de Grignan.

### Hydrographie
Le territoire communal est arrosé par le ruisseau d'Aleyrac, affluent de la Berre, long de 5,800 km, qui prend sa source au sud du village.

### Climat
Pour des articles plus généraux, voir Climat d'Auvergne-Rhône-Alpes et Climat de la Drôme.
En 2010, le climat de la commune est de type climat méditerranéen altéré, selon une étude du CNRS s'appuyant sur une série de données couvrant la période 1971-2000. En 2020, Météo-France publie une typologie des climats de la France métropolitaine dans laquelle la commune est exposée à un climat méditerranéen et est dans la région climatique Provence, Languedoc-Roussillon, caractérisée par une pluviométrie faible en été, un très bon ensoleillement (2 600 h/an), un été chaud (21,5 °C), un air très sec en été, sec en toutes saisons, des vents forts (fréquence de 40 à 50 % de vents > 5 m/s) et peu de brouillards.
Pour la période 1971-2000, la température annuelle moyenne est de 12,3 °C, avec une amplitude thermique annuelle de 17,3 °C. Le cumul annuel moyen de précipitations est de 977 mm, avec 6,9 jours de précipitations en janvier et 4,3 jours en juillet. Pour la période 1991-2020, la température moyenne annuelle observée sur la station météorologique de Météo-France la plus proche, sur la commune de Taulignan à 7 km à vol d'oiseau, est de 14,0 °C et le cumul annuel moyen de précipitations est de 842,4 mm,. Pour l'avenir, les paramètres climatiques de la commune estimés pour 2050 selon différents scénarios d'émission de gaz à effet de serre sont consultables sur un site dédié publié par Météo-France en novembre 2022.

## Urbanisme

### Typologie
Au 1er janvier 2024, Aleyrac est catégorisée commune rurale à habitat très dispersé, selon la nouvelle grille communale de densité à 7 niveaux définie par l'Insee en 2022.
Elle est située hors unité urbaine et hors attraction des villes,.

### Occupation des sols
L'occupation des sols de la commune, telle qu'elle ressort de la base de données européenne d’occupation biophysique des sols Corine Land Cover (CLC), est marquée par l'importance des forêts et milieux semi-naturels (79,1 % en 2018), en diminution par rapport à 1990 (80,4 %). La répartition détaillée en 2018 est la suivante : forêts (73,8 %), zones agricoles hétérogènes (20,9 %), milieux à végétation arbustive et/ou herbacée (5,3 %). L'évolution de l’occupation des sols de la commune et de ses infrastructures peut être observée sur les différentes représentations cartographiques du territoire : la carte de Cassini (XVIIIe siècle), la carte d'état-major (1820-1866) et les cartes ou photos aériennes de l'IGN pour la période actuelle (1950 à aujourd'hui).

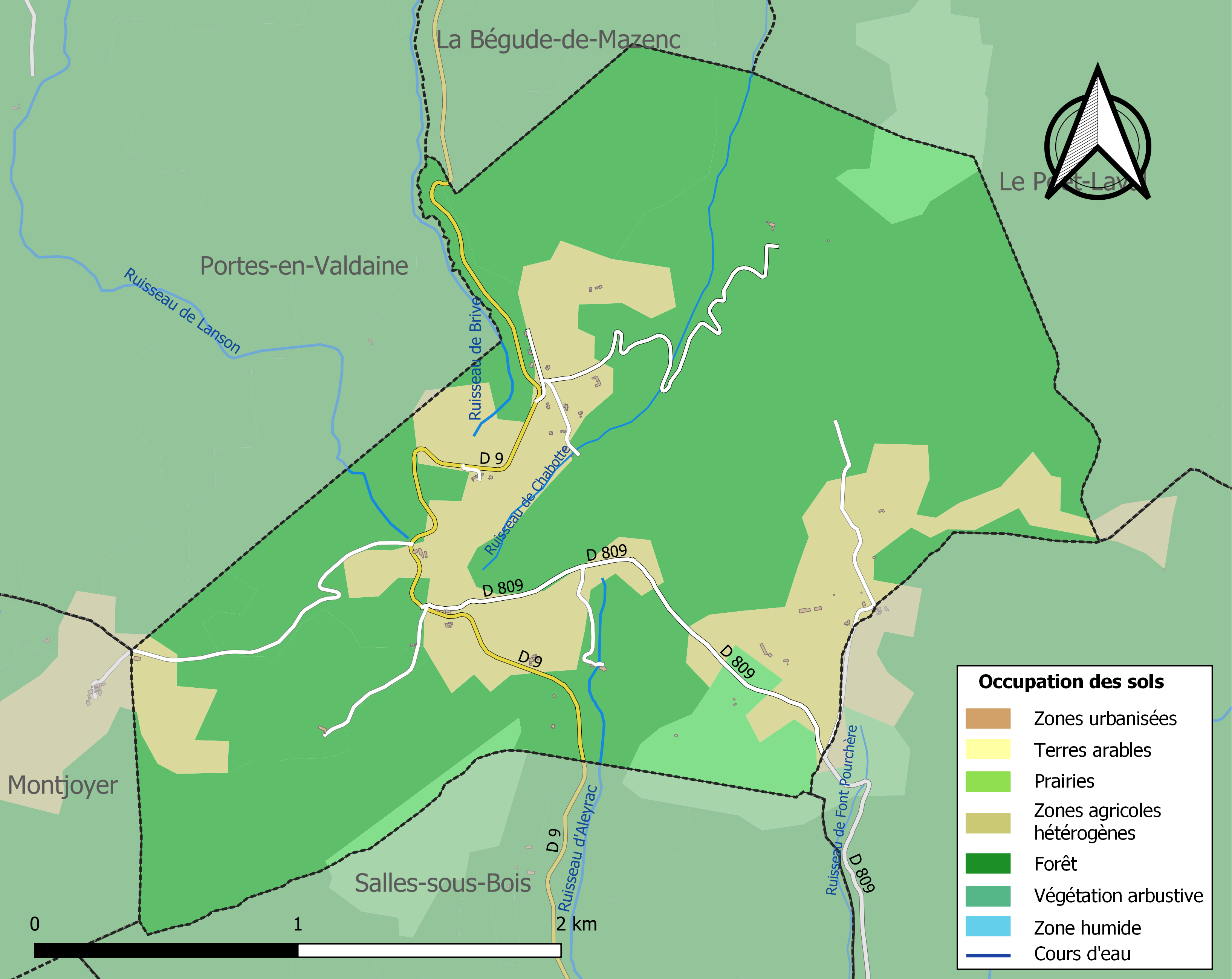
Carte des infrastructures et de l'occupation des sols de la commune en 2018 (CLC).

### Morphologie urbaine
Aleyrac est un village perché.

### Voies de communication et transports
La commune est accessible par la route départementale D 9, depuis Salles-sous-Bois ou La Bégude-de-Mazenc. Cette route passe par le col d'Aleyrac (481 m) au sud du village.

## Toponymie

### Attestations
- 1168 : Alairacum[13].
- 1205 à 1212 : Alairaco[13].
- 1250 : Ayleracum (cartulaire de l'Île-Barbe)[14].

ou Aylairacum (cartulaire du monastère de l'Île-Barbe)).
- 1323 : Aleyracum (inventaire des dauphins, 225)[14].
- 1558 : Allerac (Nadal, Les Adhémar, 250)[14].
- 1780 : Aleyras (Aff. du Dauphiné)[14].
- 1891 : Aleyrac, commune du canton de Dieulefit[14].

### Étymologie
Comme tous les toponymes de la région se terminant en -ac, ce toponyme fait référence à un habitat gallo-romain dont le nom était dérivé avec le suffixe -acum, d'origine gauloise, probablement une « villa » dont l'un des premiers propriétaires devait s'appeler Alarius, ou Hilarius.
Homonymie avec les Alairac, Alleyrac et Alleyrat d'Oc et Allerey d'Oïl

## Histoire
Pour un article plus général, voir Histoire de la Drôme.

### Du Moyen Âge à la Révolution
Le monastère bénédictin
Aleyrac est le fief d'un monastère bénédictin au XIIe siècle.
Ce monastère de religieuses bénédictines relevait de l'abbaye de l'Île-Barbe. Il est connu dès 1295. Il sera ruiné en 1385 et supprimé en 1440 au profit de la collégiale de Sainte-Croix de Montélimar qui, de ce chef, percevra les dîmes de la paroisse d'Aleyrac jusqu'à la Révolution. 
- 1323 : monasterium de Aleyraco (inventaire des dauphins, 225).
- 1385 : monasterium Aleyracii (archives de la Drôme, E 606).
- XVe siècle : Les Nonains d'Alérac (archives du Rhône, fonds de l'Île-Barbe).

La seigneurie
La seigneurie d'Aleyrac :
- La seigneurie appartint en premier à l'abbesse du monastère.
- 1440 : elle passe au chapitre de Montélimar.
- 1550 : elle est vendue aux Adhémar de Grignan (au baron de Grignan, Louis Adhémar de Monteil[17]).
- 1568 : elle passe par héritage aux Castellane.
- 1747 : elle est vendue aux Yse.
- 1769 : elle est vendue aux Ravel des Crottes, derniers seigneurs.

Avant 1790, Aleyrac était une communauté de l'élection, subdélégation et sénéchaussée de Montélimar.

Elle formait une paroisse du diocèse de Die, dont l'église, dédiée à Notre-Dame-la-Brune, était celle du monastère ruiné.

### De la Révolution à nos jours
En 1790, la commune est comprise dans le canton de Châteauneuf-de-Mazenc. La réorganisation de l'an VIII (1799-1800) la fait entrer dans celui de Dieulefit.

## Politique et administration

### Liste des maires
| Période                                  | Période | Identité                              | Étiquette | Qualité |
| ---------------------------------------- | ------- | ------------------------------------- | --------- | ------- |
| Les données manquantes sont à compléter. |         |                                       |           |         |
| 1971                                     | 1983    | Émile Dumas                           |           |         |
| 1983                                     | 1989    | Adrien Blancard                       |           |         |
| 1989                                     |         | Dominique Arnaud[source insuffisante] | DVG       |         |

### Rattachements administratifs et électoraux

#### Intercommunalité et syndicats intercommunaux
Aleyrac fait partie du Syndicat Intercommunal des Eaux et de l'Assainissement du Pays de Dieulefit, service public responsable de son réseau d’eau et d’assainissement. Le village fait également partie de la communauté de communes Dieulefit-Bourdeaux.

## Population et société

### Démographie
L'évolution du nombre d'habitants est connue à travers les recensements de la population effectués dans la commune depuis 1793. Pour les communes de moins de 10 000 habitants, une enquête de recensement portant sur toute la population est réalisée tous les cinq ans, les populations de référence des années intermédiaires étant quant à elles estimées par interpolation ou extrapolation. Pour la commune, le premier recensement exhaustif entrant dans le cadre du nouveau dispositif a été réalisé en 2004.

En 2022, la commune comptait 53 habitants, en évolution de +15,22 % par rapport à 2016 (Drôme : +2,64 %, France hors Mayotte : +2,11 %).
| 1793 | 1800 | 1806 | 1821 | 1831 | 1836 | 1841 | 1846 | 1851 |
| ---- | ---- | ---- | ---- | ---- | ---- | ---- | ---- | ---- |
| 85   | 71   | 94   | 89   | 103  | 92   | 87   | 75   | 76   |

| 1856 | 1861 | 1866 | 1872 | 1876 | 1881 | 1886 | 1891 | 1896 |
| ---- | ---- | ---- | ---- | ---- | ---- | ---- | ---- | ---- |
| 66   | 78   | 89   | 85   | 77   | 77   | 72   | 73   | 72   |

| 1901 | 1906 | 1911 | 1921 | 1926 | 1931 | 1936 | 1946 | 1954 |
| ---- | ---- | ---- | ---- | ---- | ---- | ---- | ---- | ---- |
| 72   | 75   | 70   | 45   | 51   | 43   | 48   | 20   | 30   |

| 1962 | 1968 | 1975 | 1982 | 1990 | 1999 | 2004 | 2006 | 2009 |
| ---- | ---- | ---- | ---- | ---- | ---- | ---- | ---- | ---- |
| 30   | 32   | 33   | 29   | 39   | 45   | 40   | 37   | 51   |

| 2014 | 2019 | 2022 | - | - | - | - | - | - |
| ---- | ---- | ---- | - | - | - | - | - | - |
| 46   | 50   | 53   | - | - | - | - | - | - |

### Enseignement
Aleyrac dépend de l'académie de Grenoble.

La commune ne possède aucune école. L'école primaire la plus proche est celle du Poët-Laval.

### Manifestations culturelles et festivités
- Fête : le 15 août[17].

### Médias
Le territoire de la commune se situe dans l'aire de diffusion de plusieurs médias de presse écrite et audiovisuelle

#### Presse écrite
- Le Dauphiné libéré, quotidien régional qui consacre, chaque jour, y compris le dimanche, dans son édition de « Romans et Drôme des collines » un ou plusieurs articles à l'actualité du canton et de la commune, ainsi que des informations sur les éventuelles manifestations locales, les travaux routiers, et autres événements divers à caractère local.
- L'Agriculture Drômoise, journal d'informations agricoles et rurales qui couvre l'ensemble du département de la Drôme.
- Drôme Hebdo (ancien Peuple Libre), hebdomadaire chrétien d'informations.

#### Presse audio-visuelle
- Ici Drôme Ardèche est une radio publique diffusée sur son territoire et celui du département.

### Cultes
La communauté catholique et l'église (propriété de la commune) sont rattachées à la Paroisse Sainte Anne sur Roubion et Jabron, elle-même rattachée au diocèse de Valence.

## Économie

### Agriculture
En 1992 : forêt (bois), pâturages (ovins), apiculture (miel).
Le secteur agricole de la commune est composé essentiellement d'élevage, ainsi que d'une production céréalière, de lavande et truffes.

### Artisanat
- Artisanat[17].

### Tourisme
- Route forestière[17].
- Site de l'abbaye[17].

## Culture locale et patrimoine

### Lieux et monuments

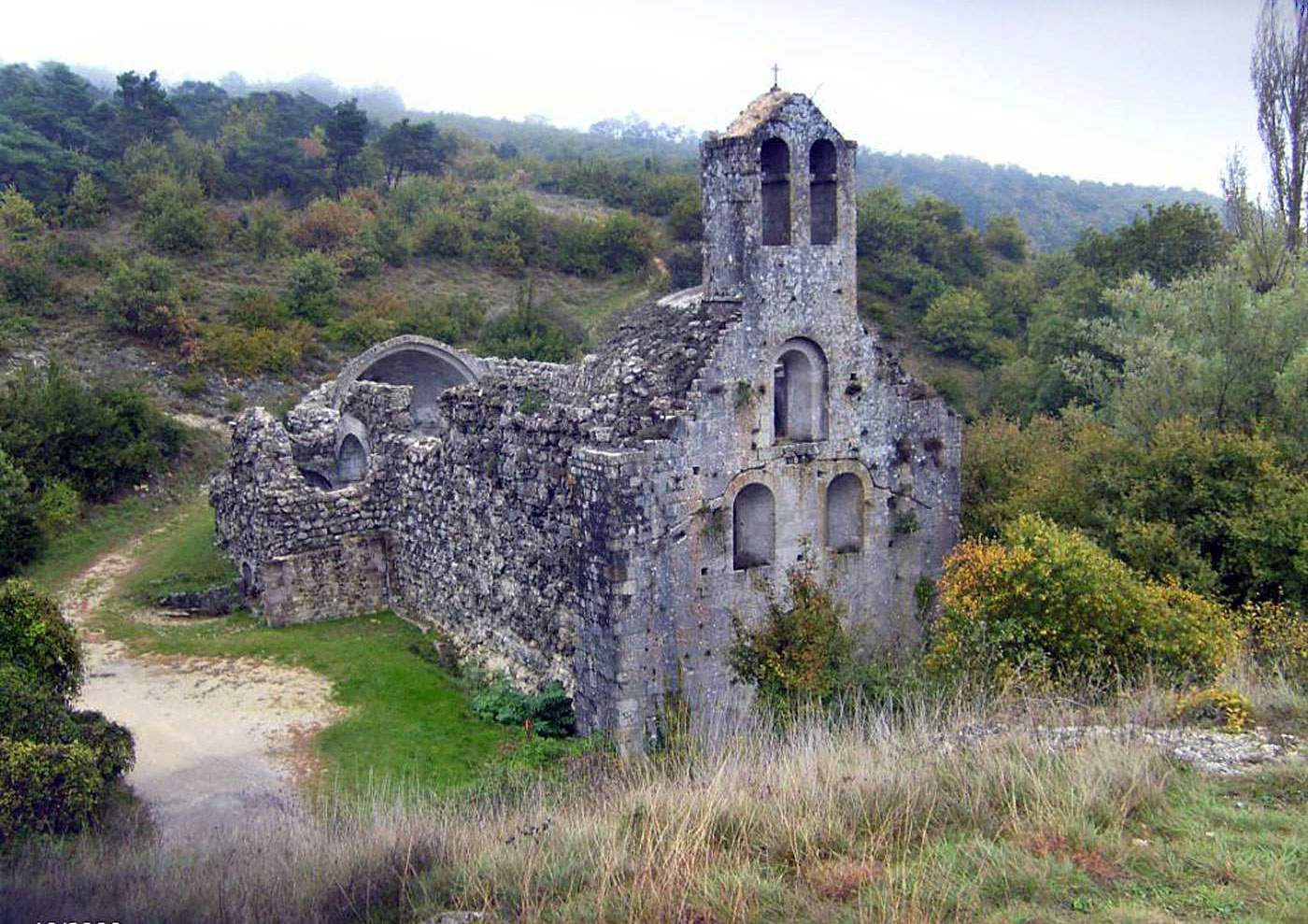
Ruines du prieuré d'Aleyrac.

- Village perché. Maisons au bel appareil[17].
- Ruines classées (MH) du prieuré d'Aleyrac, d'architecture romane (fin XIIe siècle). On peut y voir une abside en cul-de-four brisé, un pignon avec un clocher à deux arcades et une source « miraculeuse »[17].
- Chapelle du XIXe siècle de style néo-roman[17].

### Héraldique, logotype et devise
|  | Aleyrac possède des armoiries dont l'origine et le blasonnement exact ne sont pas disponibles. |